# Gulnäbbad nunnefågel
Gulnäbbad nunnefågel (Monasa flavirostris) är en fågel i familjen jakamar- och trögfåglar inom ordningen hackspettartade fåglar.

## Utbredning och systematik
Fågeln förekommer i Amazonas från sydöstra Colombia till norra Bolivia och västra Brasilien). Den behandlas som monotypisk, det vill säga att den inte delas in i några underarter.

## Status och hot
Arten har ett stort utbredningsområde, men tros minska i antal, dock inte tillräckligt kraftigt för att den ska betraktas som hotad. Internationella naturvårdsunionen IUCN listar arten som livskraftig (LC).